# Geographies of Solitude
Geographies of Solitude ist ein kanadischer Film in dokumentarischer Form unter der Regie von Jacquelyn Mills aus dem Jahr 2022. Der Film feierte am 12. Februar 2022 auf der Berlinale seine Weltpremiere in der Sektion Forum.

## Handlung
Die Naturschützerin Zoe Lucas kam in den 1970er Jahren erstmals auf die einsame Insel Sable Island vor der Küste Nova Scotias und lebt nun schon seit Jahrzehnten dort, vorwiegend alleine. Als autodidaktische Wissenschaftlerin beobachtet sie Pflanzen und Tiere und hat Studien zu den auf der Insel lebenden Wildpferden und zur Biodiversität veröffentlicht. Auch das Einsammeln der riesigen Mengen Plastikabfall hat sie sich zu ihren Aufgaben gemacht.
Die Filmemacherin Jacquelyn Mills folgt Zoe Lucas in ihrem Alltag, und so verbinden sich Kunst und Wissenschaft: Mills experimentiert mit dem Pferdemist, den Lucas für ihre Studien analysiert, ebenso wie mit verschiedenen Pflanzen in Filmbelichtung und -entwicklung, die Bewegungen von Insekten werden in Musik verwandelt. Die beiden Frauen bereichern einander und bauen eine besondere Beziehung auf.

## Produktion

### Filmstab
Regie führte Jacquelyn Mills. Die Kameraführung lag in den Händen von Jacquelyn Mills und Scott Moore, für den Filmschnitt waren Jacquelyn Mills und Pablo Alvarez-Mesa verantwortlich.  

### Produktion und Förderungen
Produziert wurde der Film von Rosalie Chicoine Perreault und Jacquelyn Mills. Förderungen kamen vom Canada Council for the Arts und dem Sundance Institute Documentary Fund.

### Dreharbeiten und Veröffentlichung
Der Film feiert am 12. Februar 2022 auf der Berlinale seine Weltpremiere in der Sektion Forum.

## Auszeichnungen und Nominierungen
- 2022: Internationale Filmfestspiele Berlin
  - Nominierung für den Berlinale Dokumentarfilmpreis[3]